# Hotakiden
De Hotakiden (Afghaans:هوتکیان) waren een Afghaanse dynastie die regeerde over Afghanistan van 1709 tot 1738 en over Perzië van 1722 tot 1729, na het verdrijven van Safawiden. De Hotakidendynastie werd gesticht in 1709 door Mirwais Hotaki, de leider van de Ghilzai-Afghanen van Kandahar die een succesvolle revolutie tegen de Turkmeense Safawiden leidde. Na de dood van Mirwais in het najaar van 1715, werd het Woles Meshari overgedragen aan zijn broer Abdul Aziz Hotak. Nadat Mir Mahmood Khan Hotaki Isfahan had veroverd op Safawiden en zich uitriep als koning, werd het Woles Meshari veranderd in een monarchie en Woles Meshar in koning. In 1738 veroverden de Afshariden de stad Kandahar op Hussain Hotaki, hetgeen het einde van de Hotakiden betekende.

## Hotakiden-heersers
| Titel        | Naam                | Afbeelding | Begin van regeerperiode | Eind van regeerperiode |
| ------------ | ------------------- | ---------- | ----------------------- | ---------------------- |
| Woles Meshar | Mirwais Khan Hotaki |            | april 1709              | oktober 1715           |
| Woles Meshar | Aziz Khan Hotaki    |            | oktober 1715            | 1717                   |
| Koning       | Mahmud Hotak        |            | 1717                    | 22 april 1725          |
| Koning       | Ashraf Shah Hotaki  |            | 22 april 1725           | 1729                   |
| Koning       | Shah Hussain Hotaki |            | 1729                    | 1738                   |